# 花の生涯

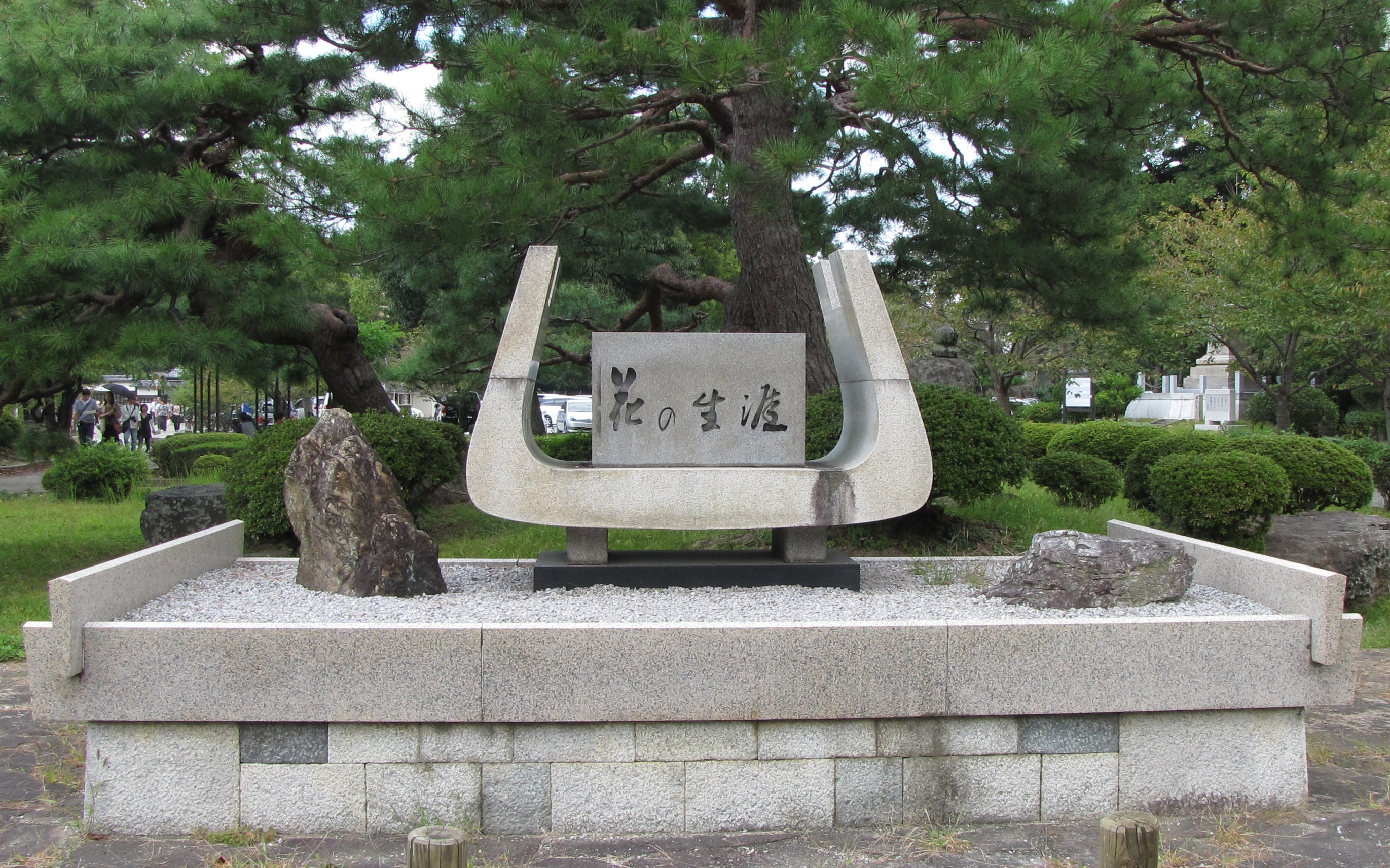
花の生涯記念碑（彦根城金亀児童公園）

『花の生涯』（はなのしょうがい）は、舟橋聖一の歴史小説。1952年から1953年にかけて『毎日新聞』紙上で連載された。現在は祥伝社文庫版が刊行されている。
幕末の大老・彦根藩主井伊直弼を主人公に、その波乱の生涯を描いている。
たびたび映画・ドラマ・舞台化されている。

## 映画
- 花の生涯 彦根篇 江戸篇（1953年 松竹）

## テレビドラマ
- 花の生涯（1963年 NHK） ※大河ドラマ第1作[1]
- 花の生涯（1974年 日本テレビ）
- 花の生涯 井伊大老と桜田門（1988年 テレビ東京） ※新春ワイド時代劇

## 舞台
- 1953年10月と1973年3月に劇団新派公演の新橋演舞場で行われた。「八重子十種」の一つとなる[2]。